# Inducție electrică
În fizică, deplasarea electrică (notată cu D) sau inducția electrică este un câmp vectorial care apare în ecuațiile lui Maxwell. Ea modelează efectele câmpului electric asupra sarcinilor⁠(d) din materiale. „D” înseamnă „deplasare”, ca în conceptul asociat de curent de deplasare⁠(d) din dielectrici⁠(d). În vid, inducția electrică este echivalentă cu densitatea de flux electric, un concept prezent în teorema lui Gauss. În Sistemul Internațional de Unități (SI), inducția electrică se măsoară în coulomb pe metru pătrat (C ⋅ m−2).

## Definiție
Într-un material dielectric⁠(d), prezența unui câmp electric E face ca sarcinile legate din material (nucleele atomice și electronii lor) să se separe ușor, inducând un moment dipol electric local. Câmpul de deplasare electrică „D” este definit ca{\displaystyle \mathbf {D} \equiv \varepsilon _{0}\mathbf {E} +\mathbf {P} ,}Unde {\displaystyle \varepsilon _{0}} este permitivitatea electrică a vidului⁠(d), iar P este densitatea (macroscopică) a momentelor dipol electric permanent și indus din material, numită densitate de polarizare⁠(d).
Inducția electrică satisface legea lui Gauss într-un dielectric:{\displaystyle \nabla \cdot \mathbf {D} =\rho -\rho _{\text{b}}=\rho _{\text{f}}}În această ecuație, {\displaystyle \rho _{\text{f}}} este numărul de sarcini libere pe unitate de volum. Aceste sarcini sunt cele care fac ca volumul să nu fie neutru și, uneori, sunt denumite sarcină spațială⁠(d). Această ecuație spune, de fapt, că liniile de flux ale lui D trebuie să înceapă și să se termine pe sarcinile libere. În contrast, {\displaystyle \rho _{\text{b}}} este densitatea tuturor acelor sarcini care fac parte dintr-un dipol, care dipoli sunt neutri. În exemplul unui dielectric izolator între plăcile metalice ale unui condensator, singurele sarcini libere sunt pe plăcile metalice, iar dielectricul conține doar dipoli. Dacă dielectricul este înlocuit cu un semiconductor dopat sau un gaz ionizat etc., atunci electronii se mișcă în raport cu ionii, iar dacă sistemul este finit, ambii contribuie la {\displaystyle \rho _{\text{f}}} la margini.
 
Se separă sarcina totală de volum în sarcini libere și induse:
{\displaystyle \rho =\rho _{\text{f}}+\rho _{\text{b}}}
Densitatea poate fi rescrisă c ao funcție de polarizarea P:
{\displaystyle \rho =\rho _{\text{f}}-\nabla \cdot \mathbf {P} .}
Polarizarea P este definită drept câmpul de vectori a cărui divergență dă densitatea sarcinilor induse ρb din material. Câmpul electric satisface ecuația:
{\displaystyle \nabla \cdot \mathbf {E} ={\frac {1}{\varepsilon _{0}}}\rho ={\frac {1}{\varepsilon _{0}}}(\rho _{\text{f}}-\nabla \cdot \mathbf {P} )}
și deci
{\displaystyle \nabla \cdot (\varepsilon _{0}\mathbf {E} +\mathbf {P} )=\rho _{\text{f}}}
Forțele electrostatice care acționează asupra ionilor sau electronilor din material sunt guvernate de câmpul electric E din material prin intermediul forței Lorentz. De asemenea, D nu este determinat exclusiv de sarcinile libere. Deoarece E are rotor zero în situații electrostatice, rezultă că{\displaystyle \nabla \times \mathbf {D} =\nabla \times \mathbf {P} }Efectul acestei ecuații poate fi văzut în cazul unui obiect cu o polarizare „înghețată” precum un electret bară, analogul electric al unui magnet bară. Nu există sarcini libere într-un astfel de material, dar polarizarea inerentă dă naștere unui câmp electric, ceea ce demonstrează că inducția D nu este determinată în întregime de sarcinile libere. Câmpul electric este determinat prin utilizarea relației de mai sus împreună cu alte condiții la limită asupra densității de polarizare⁠(d) pentru a produce sarcinile legate, care, la rândul lor, vor produce câmpul electric.
Într-un dielectric liniar⁠(d), izotrop și omogen⁠(d), cu răspuns instantaneu la modificările câmpului electric, P depinde liniar de câmpul electric,{\displaystyle \mathbf {P} =\varepsilon _{0}\chi \mathbf {E} ,}unde constanta de proporționalitate χ se numește susceptibilitatea electrică⁠(d) a materialului. Prin urmare{\displaystyle \mathbf {D} =\varepsilon _{0}(1+\chi )\mathbf {E} =\varepsilon \mathbf {E} }unde ε = ε0 εr este permitivitatea și εr = 1 + χ este permitivitatea relativă a materialului.
În medii liniare, omogene, izotrope, ε este o constantă. Cu toate acestea, în mediile liniare anizotrope este un tensor, iar în mediile neomogene este o funcție de poziție în interiorul mediului. Poate depinde și de câmpul electric (materiale neliniare) și poate avea un răspuns dependent de timp. Dependența explicită de timp poate apărea dacă materialele se mișcă fizic sau se schimbă în timp (de exemplu, reflexiile de pe o interfață în mișcare dau naștere la deplasări Doppler). O formă diferită de dependență de timp poate apărea într-un mediu invariant în timp, deoarece poate exista o întârziere de timp între aplicarea câmpului electric și polarizarea rezultată a materialului. În acest caz, P este o convoluție a susceptibilității răspunsului la impuls⁠(d) χ și a câmpului electric E. O astfel de convoluție ia o formă mai simplă în domeniul frecvenței⁠(d): prin transformarea Fourier a relației și aplicarea teoremei de convoluție⁠(d), se obține următoarea relație pentru un mediu liniar invariant în timp⁠(d):{\displaystyle \mathbf {D(\omega )} =\varepsilon (\omega )\mathbf {E} (\omega ),}Unde {\displaystyle \omega } este frecvența câmpului aplicat. Constrângerea cauzalității conduce la relațiile Kramers-Kronig⁠(d), care limitează forma dependenței de frecvență. Fenomenul de permitivitate dependentă de frecvență este un exemplu de dispersie a materialului. De fapt, toate materialele fizice au o anumită dispersie de material deoarece nu pot răspunde instantaneu la câmpurile aplicate, dar pentru multe aplicații (cele care se referă la o lățime de bandă⁠(d) suficient de îngustă) dependența de frecvență a lui ε poate fi neglijată.
La o suprafață de contact, {\displaystyle (\mathbf {D_{1}} -\mathbf {D_{2}} )\cdot {\hat {\mathbf {n} }}=D_{1,\perp }-D_{2,\perp }=\sigma _{\text{f}}}, unde σf este densitatea de sarcină liberă și normala unitate {\displaystyle \mathbf {\hat {n}} } indică direcția de la mediul 2 la mediul 1.

## Istorie
Legea lui Gauss a fost formulată de Carl Friedrich Gauss în 1835, dar nu a fost publicată decât în 1867, ceea ce înseamnă că formularea și utilizarea lui D nu datează de mai devreme de 1835 și probabil nu mai devreme de anii 1860.
Cea mai veche utilizare cunoscută a termenului este din anul 1864, în lucrarea lui James Clerk Maxwell A Dynamical Theory of the Electromagnetic Field. Maxwell a folosit instrumente de analiză matematică pentru a prezenta teoria lui Michael Faraday, conform căreia lumina este un fenomen electromagnetic. Maxwell a introdus termenul D, capacitatea specifică a inducției electrice, într-o formă diferită de notațiile moderne și familiare.
Oliver Heaviside a fost cel care a reformulat ecuațiile complicate ale lui Maxwell în forma lor modernă. Abia în 1884, concomitent cu Willard Gibbs și Heinrich Hertz, Heaviside a grupat ecuațiile într-un set distinct. Acest grup de patru ecuații a fost cunoscut sub numele de ecuații Hertz-Heaviside și ecuații Maxwell-Hertz și, uneori, este încă cunoscut sub numele de ecuații Maxwell-Heaviside; prin urmare, probabil Heaviside a fost cel care a împrumutat lui D semnificația actuală.

## Exemplu: inducția electrică într-un condensator

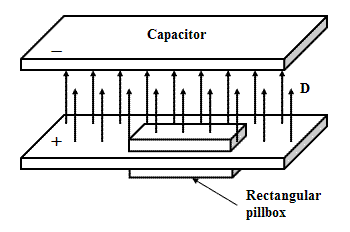
Un condensator cu plăci paralele. Folosind o cutie imaginară, se poate folosi legea lui Gauss pentru a explica relația dintre inducția electrică și sarcinile libere.

Fie un condensator cu plăci paralele infinite în care spațiul dintre plăci este gol sau conține un mediu neutru, izolator. În acest caz, nu există sarcini libere, cu excepția plăcilor metalice ale condensatorului. Deoarece liniile de flux D se termină pe sarcini libere și există același număr de sarcini uniform distribuite și de semn opus pe ambele plăci, atunci liniile de flux trebuie să traverseze pur și simplu condensatorul de la o parte la alta și | D | = 0 în afara condensatorului. În unitățile SI, densitatea de sarcină pe plăci este egală cu valoarea câmpului D dintre plăci. Acest lucru decurge direct din legea lui Gauss⁠(d), prin integrarea pe o cutie dreptunghiulară mică care cuprinde o parte dintr-o placă a condensatorului:
 {\displaystyle \scriptstyle _{A}} {\displaystyle \mathbf {D} \cdot \mathrm {d} \mathbf {A} =Q_{\text{free}}}
Pe părțile laterale ale cutiei, dA este perpendicular pe câmp, deci integrala pe această secțiune este zero, la fel ca integrala pe fața care se află în afara condensatorului unde D este zero. Singura suprafață care contribuie la integrală este, prin urmare, suprafața cutiei din interiorul condensatorului și, prin urmare{\displaystyle |\mathbf {D} |A=|Q_{\text{liber}}|,}unde A este aria suprafeței feței superioare a cutiei și {\displaystyle Q_{\text{free}}/A=\rho _{\text{f}}} este densitatea de sarcină liberă de suprafață pe placa pozitivă. Dacă spațiul dintre plăcile condensatorului este umplut cu un dielectric izotrop liniar omogen cu permitivitate {\displaystyle \varepsilon =\varepsilon _{0}\varepsilon _{r}}, atunci există o polarizare indusă în mediu, {\displaystyle \mathbf {D} =\varepsilon _{0}\mathbf {E} +\mathbf {P} =\varepsilon \mathbf {E} } și astfel diferența de tensiune dintre plăci este{\displaystyle V=|\mathbf {E} |d={\frac {|\mathbf {D} |d}{\varepsilon }}={\frac {|Q_{\text{free}}|d}{\varepsilon A}}}unde d este distanța între ele.
Introducerea dielectricului crește ε cu un factor εr și fie diferența de tensiune dintre plăci va fi mai mică cu acest factor, fie sarcina trebuie să fie mai mare. Anularea parțială a câmpurilor din dielectric permite ca o cantitate mai mare de sarcini libere să se afle pe cele două plăci ale condensatorului pe fiecare unitate de cădere de potențial decât ar fi posibilă dacă plăcile ar fi separate prin vid.
Dacă distanța d dintre plăcile unui condensator cu plăci paralele finite este mult mai mică decât dimensiunile sale laterale, o putem aproxima folosind cazul infinit și obținem capacitatea sa ca{\displaystyle C={\frac {Q_{\text{free}}}{V}}\approx {\frac {Q_{\text{free}}}{|\mathbf {E} |d}}={\frac {A}{d}}\varepsilon ,}